# Howard Hawks
Howard Hawks (n. 30 mai 1896, Indiana, SUA – d. 26 decembrie 1977, Palm Springs⁠(d), California, SUA) a fost un regizor, scenarist și producător de film american. Este cunoscut pentru filme precum Scarface (1932),  Bringing Up Baby (1938), Only Angels Have Wings (1939), His Girl Friday (1940), Sergeant York (1941), To Have and Have Not (1944), The Big Sleep (1946), Red River (1948), The Thing from Another World (1951), Monkey Business (1952), Domnii preferă blondele (1953) și Rio Bravo (1959). În 1942 a fost nominalizat la Premiul Oscar pentru cel mai bun regizor pentru Sergeant York, primind în 1975 Premiul Onorific Oscar.

## Filmografie
- The Road to Glory (1926)
- Fig Leaves (1926)
- Cradle Snatchers (1927)
- Paid to Love (1927)
- A Girl in Every Port (1928)
- Fazil (1928)
- The Air Circus (1928)
- Trent's Last Case (1929)
- The Dawn Patrol (1930)
- The Criminal Code (1931)
- Scarface (1932)
- The Crowd Roars (1932)
- Tiger Shark (1932)
- Today We Live (1933)
- The Prizefighter and the Lady (1933)
- Viva Villa! (1934)
- Twentieth Century (1934)
- Barbary Coast (1935)
- Ceiling Zero (1936)
- The Road to Glory (1936)
- Come and Get It (1936)
- Leopardul Suzanei (1938)
- Numai îngerii au aripi (1939)
- His Girl Friday (1940)
- Sergeant York (1941)
- Ball of Fire (1941)
- Air Force (1943)
- The Outlaw (nemenționat) (1943)
- A avea sau a nu avea (1944)
- Somnul de veci (1946)
- Râul roșu (1948)
- S-a născut un cântec (A Song Is Born, 1948)
- I Was a Male War Bride (1949)
- Creatura din altă lume (nemenționat) (1951)
- Ținuturi nesfârșite (1952)
- Afaceri încurcate (1952)
- Casă plină (1952)
- Domnii preferă blondele (1953)
- Ținutul faraonilor (1955)
- Rio Bravo (1959)
- Hatari! (1962)
- Man's Favorite Sport? (1964)
- Red Line 7000 (1965)
- El Dorado (1966)
- Rio Lobo (1970)